# My Universe
«My Universe» és una cançó de la banda britànica Coldplay i la sud-coreana BTS. Es va publicar com a segon senzill de l'àlbum Music of the Spheres el 24 de setembre de 2021 mitjançant la discogràfica Parlophone i Atlantic Records.
El senzill va debutar directament al capdamunt de la llista estatunidenca, el segon tema de Coldplay que encapçalava aquesta llista després de «Viva la Vida» (2008), i la sisena ocasió que ho aconseguia BTS, i tot just era el primer senzill d'una banda britànica que debutava al número 1 d'aquesta llista en tota la seva història.

## Producció
El títol de la cançó es va anunciar amb la publicació de la llista de cançons de Music of the Spheres al juliol de 2021 sense cap menció a la banda BTS. Aquesta col·laboració no es va revelar fins al setembre del mateix any. El senzill es va anunciar mitjançant un missatge codificat en el compte de xarxa social Alien Radio FM. Tanmateix, les especulacions sobre aquesta col·laboració van aparèixer alguns mesos abans quan BTS va versionar la cançó «Fix You» (2005) en un MTV Unplugged. Posteriorment, Coldplay va compondre una cançó amb el membre de BTS Jin, titulada «The Astronaut».
En la composició de la cançó hi van participar pràcticament tots els membres d'ambdues bandes: Chris Martin, Guy Berryman, Jonny Buckland i Will Champion per part de Coldplay, J-hope, RM i Suga per part de BTS, i addicionalment, Bill Rahko, Oscar Holter i Max Martin. Les lletres són en anglès i coreà, i tracten el tema de l'amor malgrat les diferències culturals, mentre que l'estil musical és synth-pop.
El videoclip es va llançar el 24 de setembre de 2021 amb la participació d'ambdues bandes. Un altre videoclip dirigit per Dave Meyers va veure la llum una setmana després. Coldplay va filmar el videoclip en una piscina municipal abandonada de Rubí, al juliol de 2021, mentre que BTS ho va fer en un estudi de Seül.
Des de la seva publicació, Coldplay va interpretar la cançó en diversos esdeveniments, programes de televisió i festivals, a vegades en solitari i a vegades amb la participació virtual de BTS. No va ser fins al 21 de novembre de 2021 que ambdues bandes van actuar junts en directe al Microsoft Theater de Los Angeles, en motiu dels American Music Awards de 2021.

## Llista de cançons
| 1. | «My Universe»                | 3:50 |
| 2. | «My Universe» (instrumental) | 3:49 |

| 1. | «My Universe» (versió acústica) | 3:43 |
| 2. | «My Universe» (Supernova 7 Mix) | 4:39 |
| 3. | «My Universe»                   | 3:46 |

| 1. | «My Universe» (SUGA's Remix) | 3:08 |

| 1. | «My Universe» (Galantis Remix) | 3:44 |

| 1. | «My Universe» (David Guetta Remix) | 3:19 |

## Crèdits
| Músics - Coldplay - Chris Martin – cantant, composició, teclats, percussió - Jonny Buckland – composició, guitarra - Guy Berryman – composició, baix - Will Champion – composició, bateria, veus addicionals - BTS - Amber Strother – veus addicionals - Jacob Collier – veus addicionals - Bill Rahko – teclats, programació, producció, veus addicionals - Daniel Green – teclats, programació, producció addicional - Max Martin – teclats, programació, producció, veus addicionals - Oscar Holter – guitarra, teclats, programació, producció - Tate McDowell – veus addicionals | Producció - Pdogg – enginyeria enregistrament, enginyeria producció - Randy Merrill – masterització - Rik Simpson – producció addicional - The Dream Team – producció addicional - Serban Ghenea – enginyeria mescles - Michael Ilbert – enginyeria - John Hanes – enginyeria - Miguel Lara – enginyeria - Emma Marks – assistència enginyeria - Duncan Fuller – assistència enginyeria - Connor Panayi – assistència enginyeria |